# Ryan Bayley
Ryan Neville Bayley OAM (* 9. März 1982 in Perth) ist ein ehemaliger australischer Bahnradsportler und zweifacher Olympiasieger.

## Sportliche Laufbahn
Im Alter von 15 Jahren begann Ryan Bayley an Wettkämpfen teilzunehmen. Seinen ersten internationalen Erfolg feierte Bayley 2001 bei den UCI-Bahn-Weltmeisterschaften 2001, als er im Keirin den Titel holte. Ein Jahr später gewann er bei den Commonwealth Games den Sprint und den Teamsprint. 2004 bei den Olympischen Spielen folgten dann seine beiden bisher wichtigsten Erfolge mit den Olympiasiegen im Sprint und Keirin. Im Jahr 2006 bei den Commonwealth Games gewann er erneut im Sprint und Keirin.

## Ehrungen
2004 erhielt Ryan Bayley den "Hubert Opperman Award" („Oppy Oscar“), benannt nach dem legendären australischen Radsport-Star Hubert Opperman, für die beste Leistung des Jahres im australischen Sport (Radsportler des Jahres in Australien). Im Jahr 2005 wurde ihm die Medaille des Order of Australia verliehen. 2015 wurde er in die Sport Australia Hall of Fame und 2016 in die Cycling Australia Hall of Fame aufgenommen.

## Privates
Seine Schwester, die ehemalige Radsportlerin Kristine Bayley, ist seit 2009 verheiratet mit Shane Perkins, einem ebenfalls erfolgreichen Bahnradsportler. Perkins und Bayley waren derart miteinander verfeindet, dass sie sich auf der Radrennbahn prügelten und längere Zeit nicht miteinander sprachen.

## Erfolge
2000
- Junioren-Weltmeister – Sprint, Teamsprint (mit Jason Niblett und Mark Renshaw)

2001
- Weltmeister – Keirin
- Weltmeisterschaft – Teamsprint (mit Sean Eadie und Jobie Dajka)

2002
- Weltmeisterschaft – Teamsprint (mit Sean Eadie und Jobie Dajka)
- Commonwealth-Games-Sieger – Sprint, Teamsprint (mit Sean Eadie und Jobie Dajka)

2004
- Olympiasieger – Sprint, Keirin
- Weltmeisterschaft – Sprint

2005
- Ozeanienmeister – Sprint, Keirin

2006
- Weltmeisterschaft – Teamsprint (mit Shane Kelly und Shane Perkins)
- Commonwealth-Games-Sieger – Sprint, Keirin
- Commonwealth Games Sieger – Teamsprint (mit Shane Kelly und Shane Perkins)

2007
- Bahnrad-Weltcup in Sydney – Teamsprint (mit Daniel Ellis und Shane Kelly)
- Ozeanienmeister – Sprint, Teamsprint (mit Daniel Ellis und Shane Kelly)
- Australischer Meister – Sprint